# Arisaema wardii
Arisaema wardii är en kallaväxtart som beskrevs av Cecil Victor Boley Marquand och Airy Shaw. Arisaema wardii ingår i släktet Arisaema och familjen kallaväxter. Inga underarter finns listade.